# 파울루 아폰수 다 호샤 주니오르
파울루 아폰수 다 호샤 주니오르(포르투갈어: Paulo Afonso da Rocha Júnior, 1997년 11월 5일~)는 브라질의 축구 선수로 현재 포항 스틸러스에서 공격수로 활약 중이다.